# Gauche démocratique (Sénat)
Pour les articles homonymes, voir Gauche démocratique.
La Gauche démocratique (GD) est un groupe parlementaire français formé sous la Troisième République au Sénat.

## Historique
Le groupe de la Gauche démocratique se constitue en 1891 avec une quarantaine de membres et regroupant jusqu'à 50 élus en 1894. Il regroupe les sénateurs radicaux et radicaux socialistes, cette création faisant partie du processus de fondation du Parti radical.
Pour mieux correspondre aux idées de ses membres, il change de nom en 1907 pour celui de Gauche démocratique radicale et radicale-socialiste.
C'est le groupe longtemps majoritaire du sénat (il a compté plus de 160 sénateurs), qui regroupe les différents radicaux (Radicaux socialistes, Radicaux indépendants), ainsi qu'une partie de l'aile gauche de l'Alliance démocratique.
Malgré ce regroupement large, le groupe est largement contrôlé par le parti radical. À l'automne 1924, la grande majorité des radicaux indépendants scissionnent du groupe pour fonder l'Union démocratique et radicale d'une trentaine de membres. En 1927, les socialistes fondent leur propre groupe parlementaire avec 14 membres.
En 1948, pour marquer le coup de la nouvelle alliance autour du parti radical, le groupe est rebaptisé Groupe du Rassemblement des gauches républicaines et de la gauche démocratique. 
En 1952, pour tenir compte de l'histoire et de l'équilibre interne de l'alliance, les noms sont inversés : groupe de la Gauche démocratique et du Rassemblement des gauches républicaines.
En 1956, le Front républicain marque la scission entre les deux organisations, le parti radical suivant Pierre Mendès France, le RGR s'autonomisant et poursuivant son chemin vers la droite et le CNIP.
Le groupe reprend son nom originel de Gauche démocratique en 1956.
Encore numériquement important sous la IVe République et au début de la Ve avec Gaston Monnerville (56 membres), le groupe connaît ensuite un certain déclin (35 sénateurs en 1986).
Entre 1977 et 1986, les élus du Mouvement des radicaux de gauche (MRG) prennent une autonomie en se regroupant au sein de la Formation des sénateurs Radicaux de gauche qui se rattache toutefois au groupe de la Gauche démocratique.
En 1989, devant la diminution continue de ses effectifs, un nouveau nom est trouvé : Rassemblement démocratique européen (RDE).
Il cherche à rassembler plus largement que les radicaux de droite ou de gauche, en accueillant des divers gauche ou droite, ainsi que des dissidents d'autres partis.

## Effectifs et dénominations
| Année | Nom                                                                  | Nombre de députés | Évolution     |
| ----- | -------------------------------------------------------------------- | ----------------- | ------------- |
| 1891  | Gauche démocratique                                                  | 40                |               |
| 1894  | Gauche démocratique                                                  | 50                | 10            |
| 1897  | Gauche démocratique                                                  | 45                | 5             |
| 1900  | Gauche démocratique                                                  | 41                | 4             |
| 1903  | Gauche démocratique                                                  | 42                | 1             |
| 1906  | Gauche démocratique                                                  | ?                 |               |
| 1909  | Gauche démocratique radical et radical-socialiste                    | ?                 | (+12)         |
| 1912  | Gauche démocratique radical et radical-socialiste                    | 166               |               |
| 1920  | Gauche démocratique radical et radical-socialiste                    | 135               | 31            |
| 1921  | Gauche démocratique radical et radical-socialiste                    | 158               | 23            |
| 1924  | Gauche démocratique radical et radical-socialiste                    | 166               | 8             |
| 1927  | Gauche démocratique radical et radical-socialiste                    | 146               | 20            |
| 1929  | Gauche démocratique radical et radical-socialiste                    | 150               | 4             |
| 1932  | Gauche démocratique radical et radical-socialiste                    | 161               | 11            |
| 1935  | Gauche démocratique radical et radical-socialiste                    | 157               | 4             |
| 1938  | Gauche démocratique radical et radical-socialiste                    | 151               | 6             |
|       |                                                                      |                   |               |
| 1946  | Rassemblement des gauches républicaines                              | 42                | 115           |
| 1948  | Rassemblement des gauches républicaines et de la gauche démocratique | 86                | 44            |
| 1952  | Gauche démocratique et du Rassemblement des Gauches Républicaines    | 73                | 13            |
| 1955  | Gauche démocratique                                                  | 77                | 4             |
| 1958  | Gauche démocratique                                                  | 62                | 15            |
| 1959  | Gauche démocratique                                                  | 64                | 2             |
| 1962  | Gauche démocratique                                                  | 50                | 13            |
| 1965  | Gauche démocratique                                                  | 50                | en stagnation |
| 1968  | Gauche démocratique                                                  | 43                | 7             |
| 1971  | Gauche démocratique                                                  | 38                | 5             |
| 1974  | Gauche démocratique                                                  | 35                | 3             |
| 1977  | Gauche démocratique                                                  | 26                | 9             |
| 1980  | Gauche démocratique                                                  | 26                | en stagnation |
| 1983  | Gauche démocratique                                                  | 27                | 1             |
| 1986  | Gauche démocratique                                                  | 35                | 8             |

## Présidents

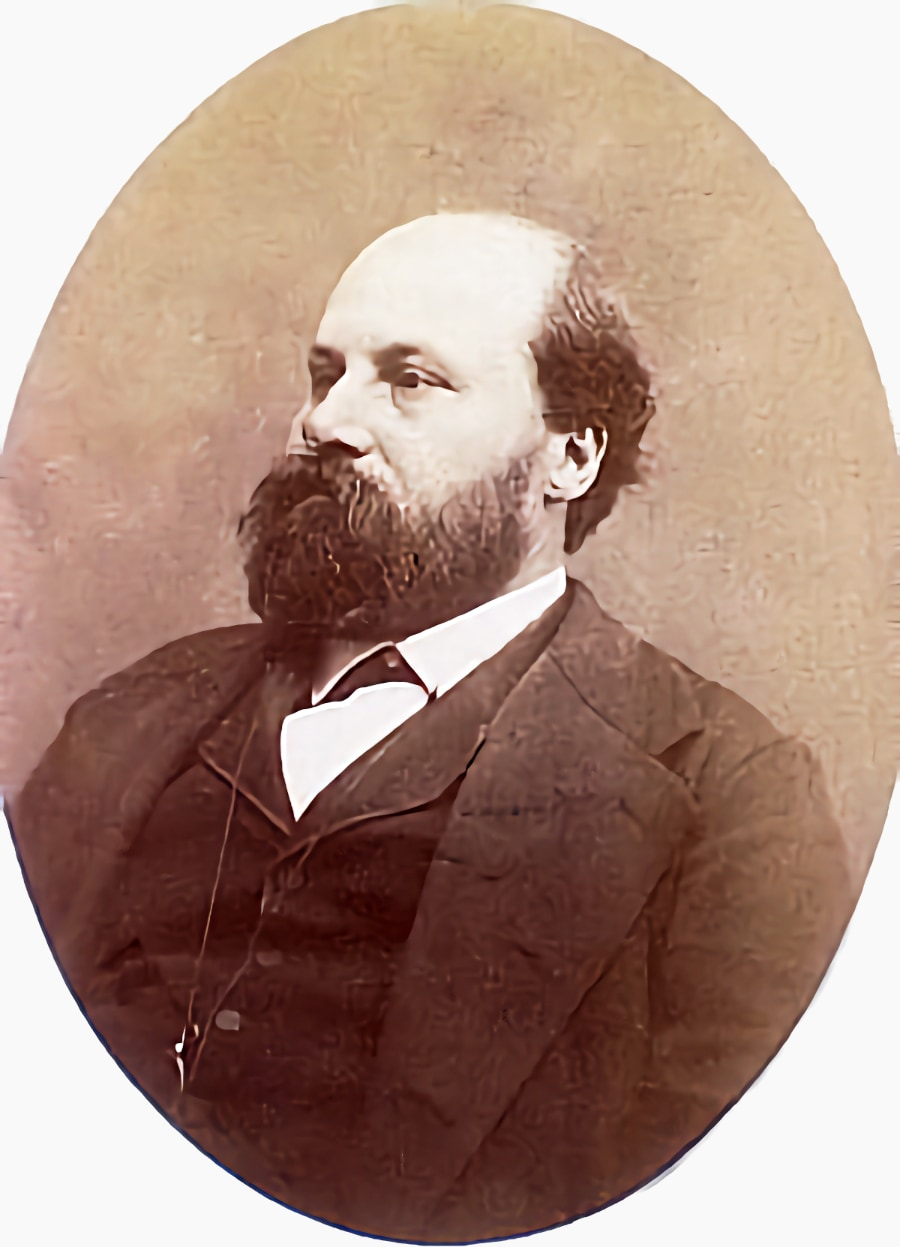
Arthur Ranc, premier président du groupe de la Gauche démocratique.

Le groupe est présidé par les sénateurs suivants :
- 1891-1893 : Arthur Ranc ;
- 1893-1894 : Émile Combes ;
- 1894-1895 : Henri de Verninac ;
- 1895-1896 : Jean Bernard ;
- 1896-1897 : Jean-Baptiste Baduel ;
- 1897-1899 : Paul Peytral ;
- 1899-1900 : Maxime Lecomte ;
- 1900-1905 : Frédéric Desmons ;
- 1905-1907 : Émile Combes ;
- 1907-1911 : Adrien Gay de Savary ;
- 1911-1920 : Émile Combes ;
- 1920-1924 : Gaston Doumergue ;
- 1924-1943 : Jean-Baptiste Bienvenu-Martin ;
- 1946-1948 : Jules Gasser ;
- 1948-1951 : Charles Brune ;
- 1951-1959 : Henri Borgeaud ;
- 1959-1968 : Pierre de La Gontrie ;
- 1968-1978 : Lucien Grand ;
- 1978-1981 : Gaston Pams ;
- 1981-1982 : René Touzet ;
- 1982-1988 : Jacques Pelletier ;
- 1988-1989 : Josy Moinet.

## Figures notables
- Armand Caduc
- Georges Clemenceau
- Émile Combes
- Paul Doumer
- Gaston Doumergue
- Edgar Faure
- Édouard Herriot
- Pierre de La Gontrie
- François Mitterrand (brièvement)
- Gaston Monnerville
- Edgard Pisani (en début de carrière)
- Henri Queuille
- Arthur Ranc